# Brants-Klettermaus
Die im östlichen und südlichen Afrika verbreitete Brants-Klettermaus (Dendromus mesomelas) ist ein Nagetier in der Gattung der Afrikanischen Klettermäuse. Die 1841 als Dendromus pumilo beschriebene Population ist mit ihrer borstigen Behaarung der Kastanienbraunen Klettermaus (Dendromus mystacalis) ähnlich, sie gilt jedoch als Synonym dieser Art. Der taxonomische Status der größeren südlichen Populationen kann sich noch ändern. Der deutsche Name bezieht sich auf den Erstbeschreiber Anton Brants.

## Merkmale
Diese mittelgroße Klettermaus erreicht eine Kopf-Rumpf-Länge von 65 bis 85 mm, eine Schwanzlänge von 91 bis 115 mm und ein Gewicht von 9 bis 14,5 g. Sie hat 18 bis 22 mm lange Hinterfüße und 12 bis 21 mm lange Ohren. Die Oberseite ist mit rotbraunem Fell gesprenkelt, wobei südliche Populationen heller sind. Das fleckige Muster wird durch eingestreute Haare mit schwarzen Spitzen erzeugt. Der schwärzliche Aalstrich von den Schultern zum Schwanzansatz kann undeutlich sein. Unterseits kommt weißliches Fell vor. Zusätzlich ist der Schwanz in eine rotbraune Oberseite und eine helle Unterseite aufgeteilt.

## Verbreitung und Lebensweise
Die Art hat mehrere disjunkte Populationen von Tansania über die südliche Demokratische Republik Kongo, das östliche Angola und Botswana bis Südafrika, Eswatini und möglicherweise Lesotho. Die südlichste Population nimmt dabei einen breiten Streifen entlang der Südküste Afrikas ein. Die Brants-Klettermaus lebt im Flachland und mittelhohen Bergland. Das Habitat variiert zwischen Savannen, anderen Grasflächen, Strauchflächen und Wäldern. Die Art meidet Ackerland und menschliche Siedlungen.
Dieses nachtaktive Nagetier klettert in Bäumen, Gebüschen und auf Grasstängeln. Es ernährt sich von Grassamen, grünen Pflanzenteilen und kleinen Wirbellosen. Die Fortpflanzung findet in den warmen Monaten des Jahres statt. Ein Wurf enthält 2 bis 6 Neugeborene.

## Gefährdung
Regional können sich Brände negativ auswirken. Zukünftige Landschaftsveränderungen stellen eine potentielle Gefahr dar. Im Jahr 2016 wurde die Gesamtpopulation als stabil eingeschätzt. Die IUCN listet die Brants-Klettermaus als nicht gefährdet (least concern).